# Колаче
Колаче (пол. Kołacze) — деревня в Влодавском повете Люблинского воеводства Польши. Входит в состав гмины Стары-Брус. Находится примерно в 17 км к юго-западу от центра города Влодава. По данным переписи 2011 года, в деревне проживало 414 человек.
В 1975—1998 годах деревня входила в состав Хелмского воеводства.

## Население
Демографическая структура по состоянию на 31 марта 2011 года:
|         | Всего | До трудоспособного возраста | Трудоспособного возраста | Старше трудоспособного возраста |
| ------- | ----- | --------------------------- | ------------------------ | ------------------------------- |
| Мужчины | 213   | 39                          | 150                      | 24                              |
| Женщины | 201   | 44                          | 121                      | 36                              |
| Всего   | 414   | 83                          | 271                      | 60                              |